# Limusaurus
Limusaurus (nghĩa là "thằn lằn bùn") là một chi khủng long theropoda ăn thực vật không răng sống vào thời kỳ kỷ Jura (tầng Oxfordian) thuộc thành hệ Shishugou tại lưu vực Junggar, miền tây Trung Quốc. Limusaurus cũng là ceratosauria đầu tiên được biết tới sinh sống ở miền Đông Á, gồm Trung Quốc. Việc phát hiện Limusaurus làm gợi lên giả thuyết có một vùng đất nối liền châu Á và các châu lục khác cho phép các sinh vật vượt qua biển Turgai.
Loài điển hình là L. inextricabilis. Tên loài inextricabilis có nghĩa là "không thể giải thoát".

## Phân loại
Limusaurus là một Ceratosauria cơ sở chia sẻ nhiều đặc điểm với Coelophysoidea và Tetanurae. Các đặc điểm hiện diện ở Limusaurus dẫn đến kết luận rằng có một mối quan hệ gần gũi giữa Ceratosauria và Tetanurae.
Cây phát sinh loài dưới đây là của Diego Pol và Oliver W. M. Rauhut, 2012.
|  | Spinostropheus                                               |
|  |                                                              |
|  | \| \| Limusaurus \| \| \| \| \| \| Elaphrosaurus \| \| \| \| |
|  |                                                              |
|  | Limusaurus                                                   |
|  |                                                              |
|  | Elaphrosaurus                                                |
|  |                                                              |

|  | Limusaurus    |
|  |               |
|  | Elaphrosaurus |
|  |               |

|  | Ceratosaurus |
|  |              |
|  | Genyodectes  |
|  |              |

|  | Abelisauroidea |
|  |                |

|  | Ceratosaurus |
|  |              |
|  | Genyodectes  |
|  |              |

|  | Abelisauroidea |
|  |                |

|  | Spinostropheus                                               |
|  |                                                              |
|  | \| \| Limusaurus \| \| \| \| \| \| Elaphrosaurus \| \| \| \| |
|  |                                                              |
|  | Limusaurus                                                   |
|  |                                                              |
|  | Elaphrosaurus                                                |
|  |                                                              |

|  | Limusaurus    |
|  |               |
|  | Elaphrosaurus |
|  |               |

|  | Ceratosaurus |
|  |              |
|  | Genyodectes  |
|  |              |

|  | Abelisauroidea |
|  |                |

|  | Ceratosaurus |
|  |              |
|  | Genyodectes  |
|  |              |

|  | Abelisauroidea |
|  |                |

|  | Spinostropheus                                               |
|  |                                                              |
|  | \| \| Limusaurus \| \| \| \| \| \| Elaphrosaurus \| \| \| \| |
|  |                                                              |
|  | Limusaurus                                                   |
|  |                                                              |
|  | Elaphrosaurus                                                |
|  |                                                              |

|  | Limusaurus    |
|  |               |
|  | Elaphrosaurus |
|  |               |

|  | Ceratosaurus |
|  |              |
|  | Genyodectes  |
|  |              |

|  | Abelisauroidea |
|  |                |

|  | Ceratosaurus |
|  |              |
|  | Genyodectes  |
|  |              |

|  | Abelisauroidea |
|  |                |

|  | Spinostropheus                                               |
|  |                                                              |
|  | \| \| Limusaurus \| \| \| \| \| \| Elaphrosaurus \| \| \| \| |
|  |                                                              |
|  | Limusaurus                                                   |
|  |                                                              |
|  | Elaphrosaurus                                                |
|  |                                                              |

|  | Limusaurus    |
|  |               |
|  | Elaphrosaurus |
|  |               |

|  | Ceratosaurus |
|  |              |
|  | Genyodectes  |
|  |              |

|  | Abelisauroidea |
|  |                |

|  | Ceratosaurus |
|  |              |
|  | Genyodectes  |
|  |              |

|  | Abelisauroidea |
|  |                |